# St Ives (Cornualles)

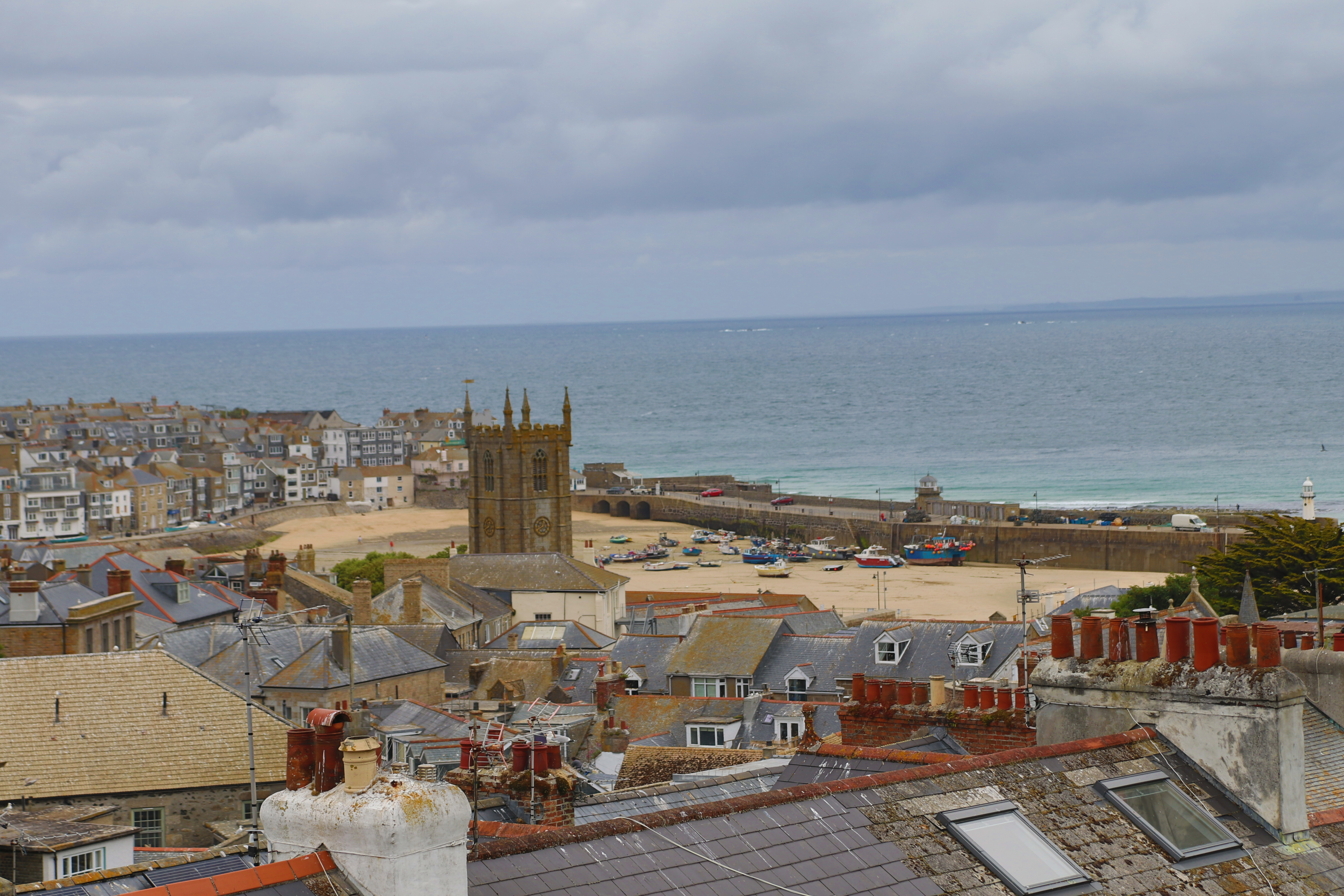
St Ives, Cornualles

St Ives (en córnico: Porthia) es una localidad costera y puerto, localizado en el condado de Cornualles, en Inglaterra, Reino Unido. El pueblo se encuentra a unos pocos kilómetros de Penzance y de Camborne, y es costero con el mar Céltico. Es uno de los centros pesqueros más importantes de la región, al igual de que es una de las playas más conocidas de Cornualles.
El miembro del parlamento del Reino Unido para la circunscripción de St Ives es Derek Thomas quién fue elegido en 2015.

## Historia
El origen del nombre del pueblo se refiere a Santa Ia de Cornualles, esta es la patrona del pueblo, y la iglesia de este mismo lleva el nombre de Santa Ia. El poblado también es destacado en la Rebelión del libro de las Oraciones, llevada a cabo en 1549, en Cornualles y Devon.

### Pesca
La pesca ha sido la actividad comercial más importante del pueblo desde la Edad Media. El puerto de la ciudad fue construido por el ingeniero británico John Smeaton entre 1767 y 1770, y fue ampliado poco después. 
El poblado también es un gran productor de sardinas, ya que junto con los otros pueblos costeros más importantes de Cornualles como Penzance y Camborne, siendo productor de miles de toneladas al año. Desde finales del siglo XVIII, el pueblo ha producido en grandes cantidades esta especie.

## Galería

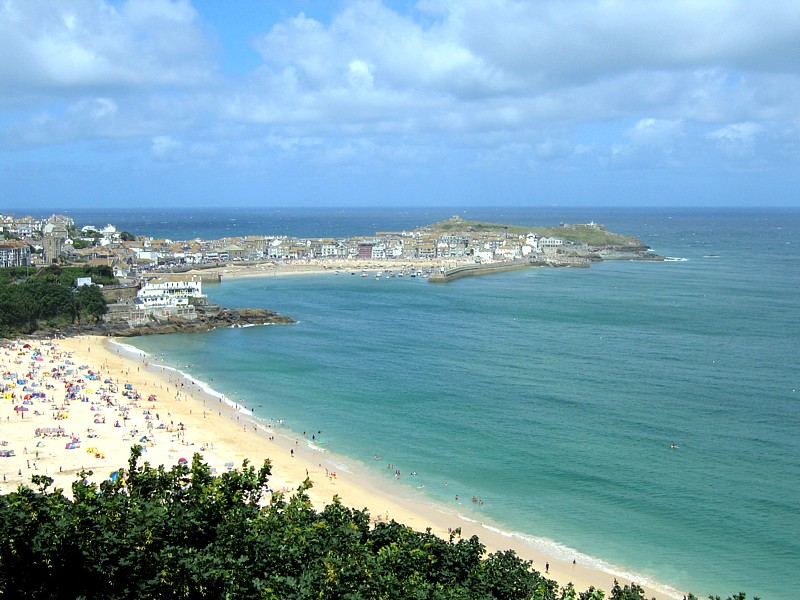
Costa de St Ives
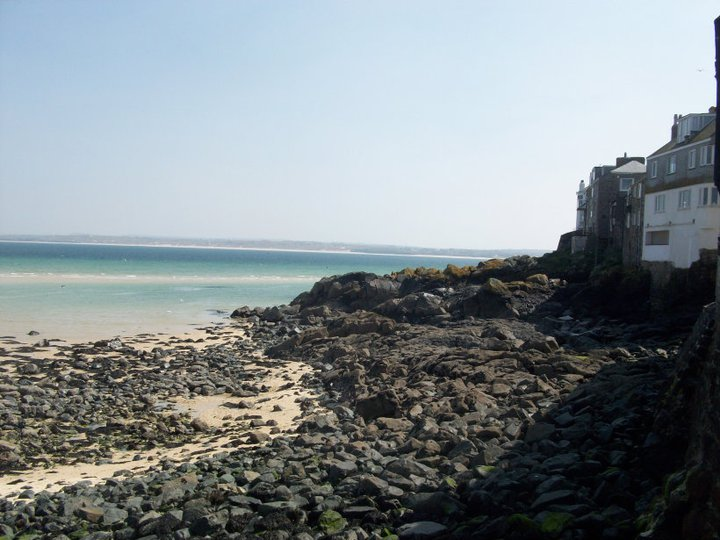
Rocas en la costa
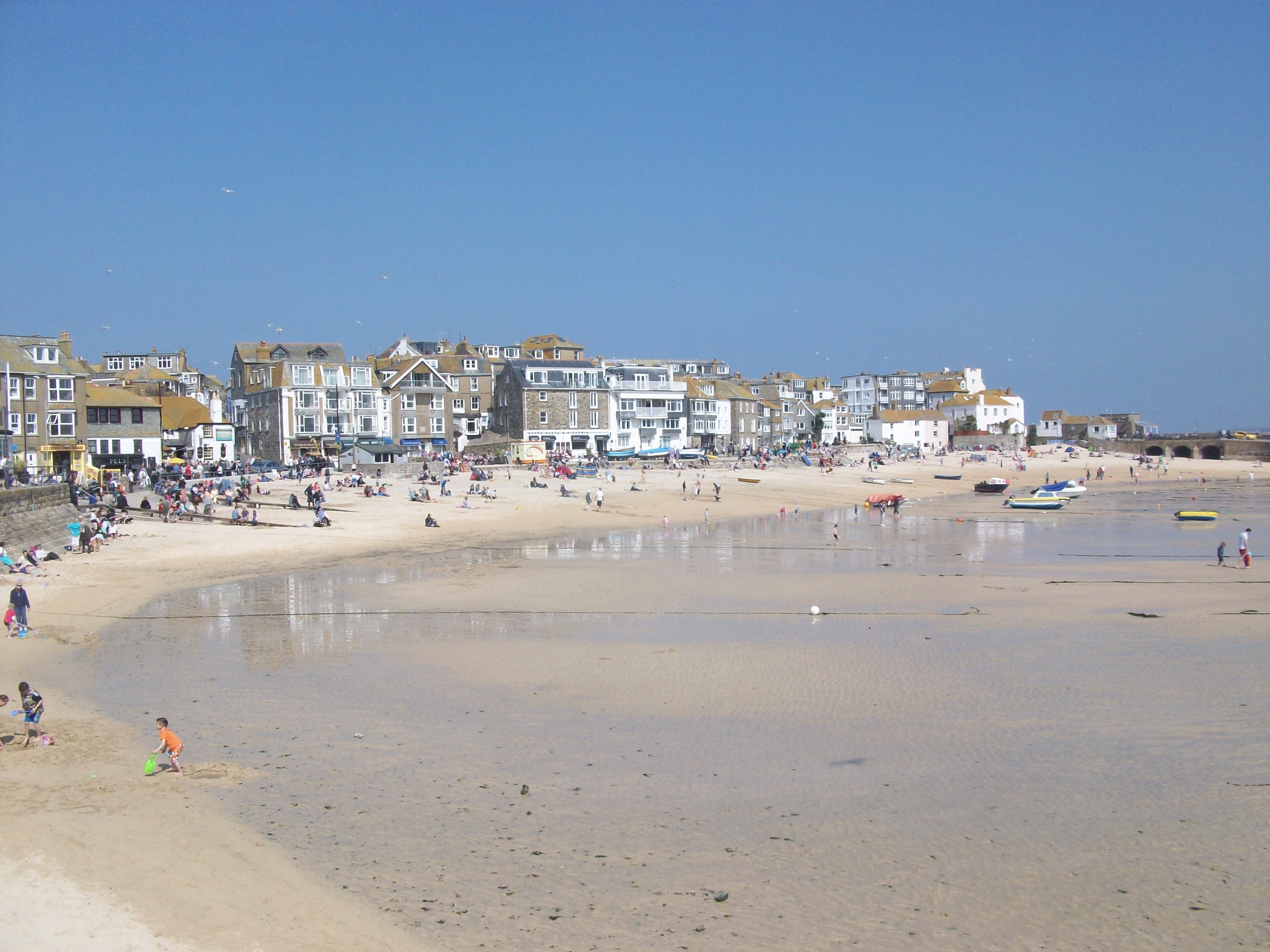
Mañana de abril en St. Ives
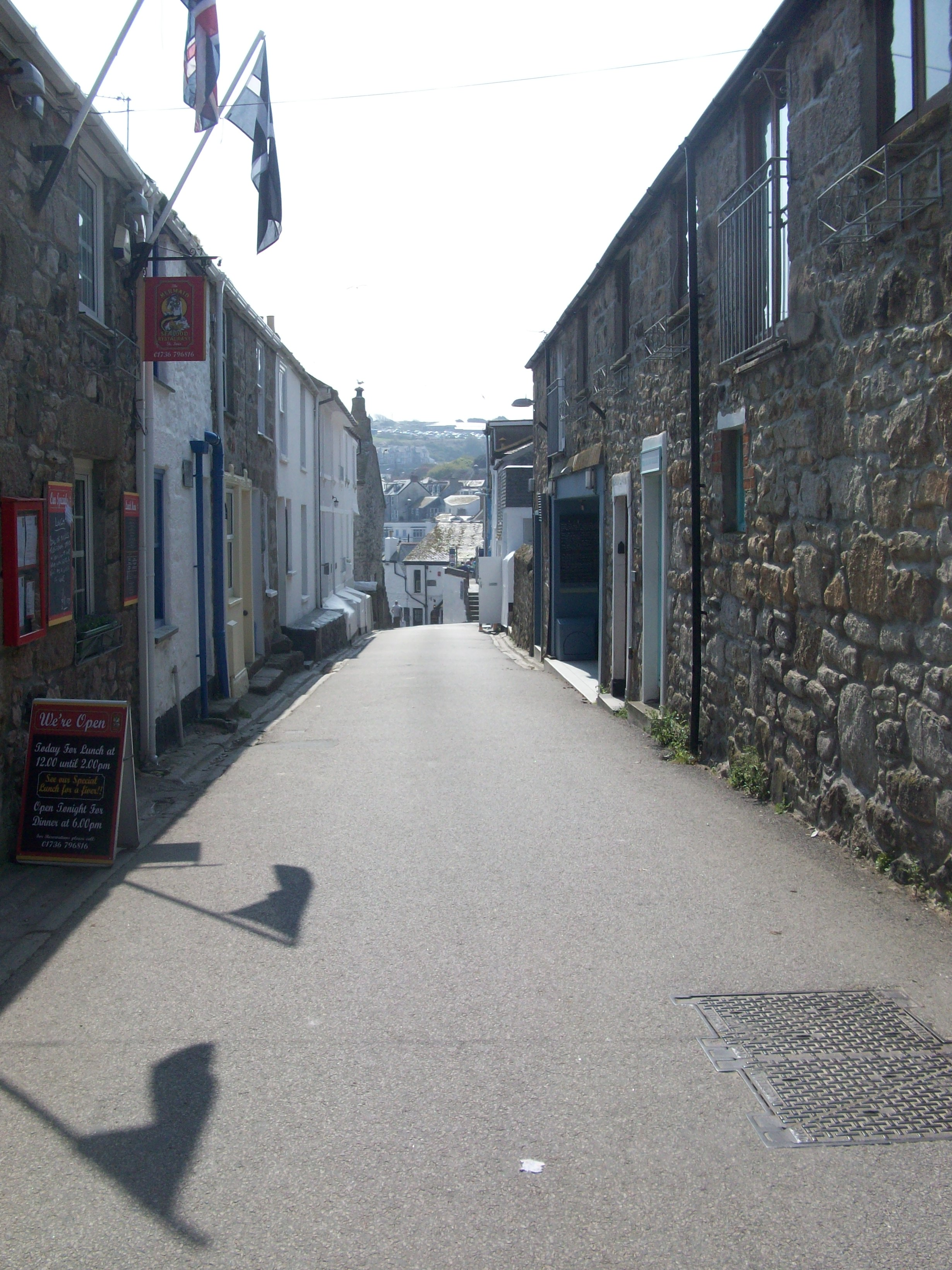
Típica calle de St. Ives
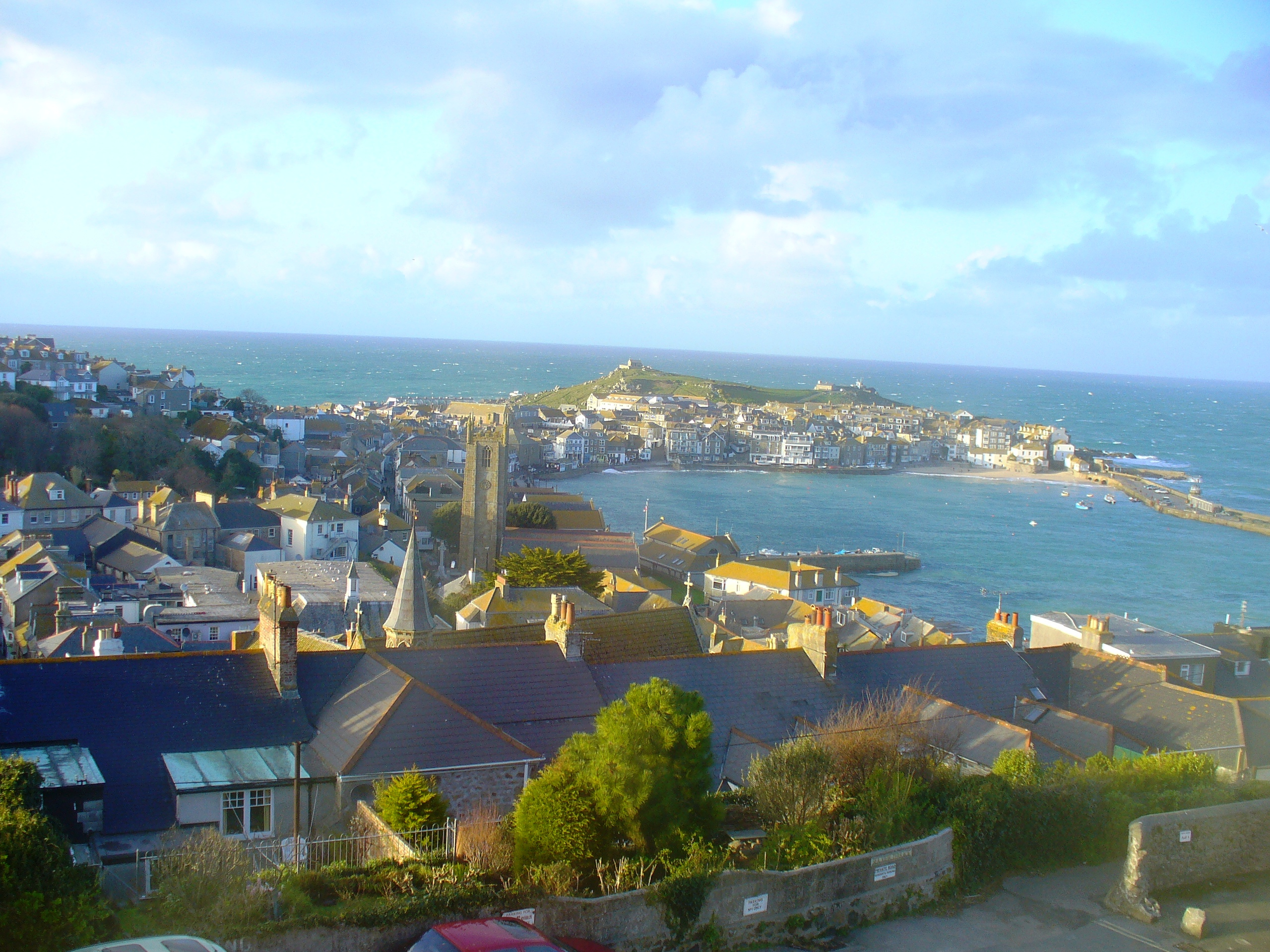
Vista del puerto de St. Ives con la bahía al fondo
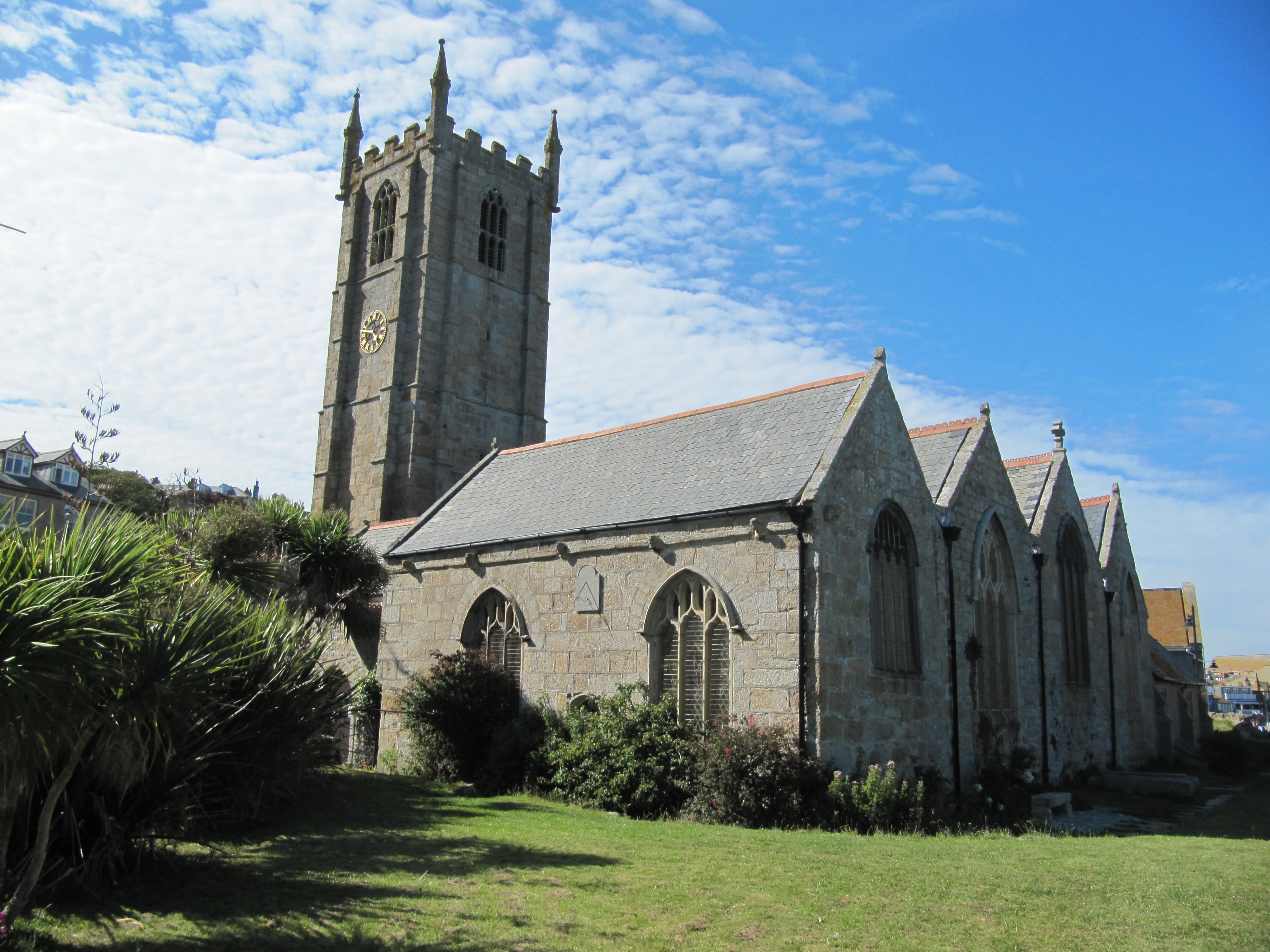
La iglesia de santa Ia